# Hotel Vermont 609
Hotel Vermont 609 é um álbum de estúdio da cantora sueca Lisa Nilsson, lançado em 2006. O álbum foi gravado no Brasil, e consiste popschlagers brasileiras dos anos 1960 e 70, reescrita de português para sueco.

## Faixas
1. "Ponta de Areia" (intro) (Milton Nascimento, Fernando Brant)
2. "I hörnet av hjärtat" (Clube da esquina) (Milton Nascimento, Lô Borges, Marcio Borges, Lisa Nilsson)
3. "Regn i Rio" (Lisa Nilsson, João Castilho)
4. "Genom tid och rum" (Sentinela) (Milton Nascimento, Lô Borges, Marcio Borges, Lisa Nilsson)
5. "Snurra, moder jord" (Quantas voltas dá meu mundo) (Djavan, Lisa Nilsson)
6. "Var det bara regn?" (Morena de edoidecer) (Djavan, Lisa Nilsson)
7. "För att ta farväl" (Pra dizer adeus) (Edu Lobo, Torquato Neto, Lisa Nilsson)
8. "Vinden" (O vento) (Dorival Caymmi, Lisa Nilsson)
9. "Allt du ville vara" (Tudo que você podia ser) (Lô Borges, Marcio Borges, Lisa Nilsson)
10. "Gryning" (Nascente) (Milton Nascimento, Fernando Brant, Lisa Nilsson)
11. "Só louco" (Dorival Caymmi, Lisa Nilsson)
12. "Ponta de Areia" (outro) (Milton Nascimento, Fernando Brant)

## Contribuintes
- Lisa Nilsson - cantora, produtora
- Banda Beleza - músicos

## Posições nas paradas
| Parada (2006-2007) | Melhor posição |
| ------------------ | -------------- |
| Dinamarca          | 12             |
| Noruega            | 19             |
| Suécia             | 1              |